# Лејлек џамија
Лејлек џамија позната и као Хавале Ахмед-бегова џамија се налази у Новом Пазару и то је најстарија џамија Санџака и датира још из османског периода. То је уједно и најстарији исламски културно - историјски споменик на овом подручју.
Једна од ретких џамија са куполом на подручју Санџака. Поседује карактеристике локалног исламског градитељства. Не постоје подаци о времену градње, али први помен ове џамије потиче из 1516. године где су у турском попису помиње као месџид- Ахмет-бегов. То је мала грађевина квадратне основе која преко пандантифа прелази у кружну основу и завршава се плитком и слепом куполом. Испред џамије налази се отворени трем подељен подужним луцима на три дела. Судећи по архитектонским елементима трем данашњег изгледа настао је после аустро-турског рата, крајем XVII или почетком XVIII века. Десно од улаза постављено је минаре, не баш витких линија, грађено од лепо тесаног камена.
Лејлек џамија је добила име по родама (tur. leylek) које су градиле гнезда на мунари. Лејлек (Рода ) је птица којој се код муслимана у овим крајевима придаје посебан значај.